# Saison 2009-2010 du Stade toulousain
Pour la saison 2009-2010, le Stade toulousain dispute le Top 14 et la Coupe d'Europe.

## Transferts d'inter-saison 2009
Arrivées
- Louis Picamoles (Montpellier RC) , 3e ligne centre
- Yann David (CS Bourgoin-Jallieu) , trois-quarts centre
- Yoann Maestri (RC Toulon), 2e ligne
- Census Johnston (Saracens), pilier
- Rémi Lamerat : contrat professionnel ;(Centre de formation du Stade toulousain) , trois-quarts centre
- Vilimoni Delasau (US Montauban) , trois-quart aile

Départs
- Mathieu Belie (prêt, US Montauban) , demi d'ouverture / demi de mêlée
- Gaffie du Toit (SWD Eagles), demi d'ouverture
- Fabien Pelous (retraite) , 2e ligne
- Salvatore Perugini (Aviron bayonnais), pilier
- Julien Raynaud (prêt, US Montauban), troisième ligne

## Équipe professionnelle

### Effectif
L'effectif professionnel de la saison 2009-2010 compte trois joueurs formés au club. Vingt-neuf joueurs internationaux figurent dans l'équipe dont vingt français, et chacun des postes de l'équipe de France pourrait être occupé par un joueur toulousain.
| Nom                     | Poste                    | Naissance  | Nationalité sportive | Sélections (points marqués) | Dernier club               | Arrivée au club (année) | Arrivée au club (âge) |
| Virgile Lacombe         | Talonneur                | 07/07/1984 | France               | -                           | RC Nîmes                   | 1999                    | 15 ans                |
| William Servat          | Talonneur                | 09/02/1978 | France               | 21 (0)                      | Formé au club              | -                       | -                     |
| Alberto Vernet Basualdo | Talonneur                | 08/06/1982 | Argentine            | 9 (0)                       | Alumni AC                  | 2007                    | 25 ans                |
| Daan Human              | Pilier                   | 03/04/1976 | Afrique du Sud       | 4 (0)                       | Stormers                   | 2004                    | 28 ans                |
| Benoît Lecouls          | Pilier                   | 22/03/1978 | France               | 5 (0)                       | Biarritz olympique         | 2001-2004 2008          | 23 ans 30 ans         |
| Yohan Montès            | Pilier                   | 07/02/1985 | France               | -                           | Stade français             | 2007                    | 22 ans                |
| Jean-Baptiste Poux      | Pilier                   | 26/06/1979 | France               | 23 (15)                     | RC Narbonne                | 2002                    | 22 ans                |
| Census Johnston         | Pilier                   | 06/05/1981 | Samoa                | 19 (15)                     | Saracens                   | 2009                    | 28 ans                |
| Patricio Albacete       | Deuxième ligne           | 09/12/1981 | Argentine            | 32 (5)                      | Section paloise            | 2006                    | 25 ans                |
| Julien Le Devedec       | Deuxième ligne           | 04/06/1986 | France               | -                           | Stade foyen                | 2005                    | 19 ans                |
| Romain Millo-Chluski    | Deuxième ligne           | 20/04/1983 | France               | 7 (0)                       | RC Massy                   | 2002                    | 19 ans                |
| Yoann Maestri           | Deuxième ligne           | 14/01/1988 | France               | -                           | RC Toulon                  | 2009                    | 21 ans                |
| Jean Bouilhou           | Troisième ligne aile     | 07/12/1978 | France               | 2 (0)                       | Section paloise            | 1999                    | 21 ans                |
| Thierry Dusautoir       | Troisième ligne aile     | 18/11/1981 | France               | 22 (20)                     | Biarritz olympique         | 2006                    | 25 ans                |
| Grégory Lamboley        | Troisième ligne aile     | 12/01/1982 | France               | 13 (5)                      | RC Massy                   | 2000                    | 18 ans                |
| Yannick Nyanga          | Troisième ligne aile     | 19/12/1983 | France               | 21 (15)                     | AS Béziers                 | 2005                    | 22 ans                |
| Finau Maka              | Troisième ligne centre   | 11/07/1977 | Tonga                | 4 (5)                       | Highlanders                | 2001                    | 24 ans                |
| Shaun Sowerby           | Troisième ligne centre   | 01/07/1978 | Afrique du Sud       | 1 (0)                       | Stade français             | 2007                    | 29 ans                |
| Louis Picamoles         | Troisième ligne centre   | 05/02/1986 | France               | 12 (5)                      | Montpellier HRC            | 2009                    | 23 ans                |
| Jean-Baptiste Élissalde | Demi de mêlée/ouverture  | 23/11/1977 | France               | 35 (221)                    | Atlantique Stade rochelais | 2002                    | 25 ans                |
| Byron Kelleher          | Demi de mêlée            | 03/12/1976 | Nouvelle-Zélande     | 57 (40)                     | Waikato Chiefs             | 2007                    | 31 ans                |
| Frédéric Michalak       | Demi de mêlée/ouverture  | 16/10/1982 | France               | 51 (245)                    | Formé au club Sharks       | - 2008                  | - 26 ans              |
| David Skrela            | Demi d'ouverture         | 02/03/1979 | France               | 18 (111)                    | Stade français             | 2008                    | 29 ans                |
| Manu Ahotaeiloa         | Trois-quart centre       | 12/01/1986 | Tonga                | -                           | SU Agen                    | 2008                    | 22 ans                |
| Florian Fritz           | Trois-quart centre       | 17/01/1984 | France               | 16 (21)                     | CS Bourgoin-Jallieu        | 2004                    | 20 ans                |
| Yannick Jauzion         | Trois-quart centre       | 28/07/1978 | France               | 60 (88)                     | US Colomiers               | 2002                    | 24 ans                |
| Yann David              | Trois-quart centre       | 15/04/1988 | France               | 2                           | CS Bourgoin-Jallieu        | 2009                    | 21 ans                |
| Maleli Kunavore         | Trois-quart centre       | 13/11/1983 | Fidji                | 6 (10)                      | Coastal Stallions          | 2005                    | 22 ans                |
| Rémi Lamerat            | Trois-quart centre       | 14/01/1990 | France               | -                           | Saint-Girons SC            | 2005                    | 15 ans                |
| Vincent Clerc           | Trois-quart aile         | 07/05/1981 | France               | 33 (100)                    | FC Grenoble                | 2002                    | 21 ans                |
| Yves Donguy             | Trois-quart aile         | 01/01/1982 | France               | -                           | CA Brive                   | 2007                    | 25 ans                |
| Vilimoni Delasau        | Trois-quart aile         | 12/07/1977 | Fidji                | 28 (55)                     | US Montauban               | 2010                    | 32 ans                |
| Cédric Heymans          | Trois-quart aile         | 20/07/1978 | France               | 49 (70)                     | SU Agen                    | 2001                    | 23 ans                |
| Bertus Swanepoel        | Trois-quart aile         | 28/01/1981 | Afrique du Sud       | -                           | Falcons                    | 2007                    | 26 ans                |
| Maxime Médard           | Arrière/Trois-quart aile | 16/11/1986 | France               | 8 (23)                      | Blagnac SCR                | 2004                    | 18 ans                |
| Clément Poitrenaud      | Arrière                  | 20/05/1982 | France               | 34 (30)                     | Formé au club              | -                       | -                     |

### Staff
Manager général
- Guy Novès

Entraîneurs
- Yannick Bru
- Philippe Rougé-Thomas

Staff médical
- Benoît Castéra
- Christophe Foucaud
- Michel Laurent
- Christophe Prat
- Albert Sadacca

## Calendrier et résultats

### Top 14

#### Phase régulière
| Rang | Club                 | J  | V  | N | D  | Bo | Bd | Pm  | Pe  | Diff | Pts |
| ---- | -------------------- | -- | -- | - | -- | -- | -- | --- | --- | ---- | --- |
| 1    | USA Perpignan (T)    | 26 | 17 | 0 | 9  | 8  | 4  | 582 | 412 | +170 | 80  |
| 2    | RC Toulon            | 26 | 18 | 1 | 7  | 3  | 3  | 541 | 456 | +85  | 80  |
| 3    | ASM Clermont         | 26 | 15 | 3 | 8  | 8  | 4  | 644 | 414 | +230 | 78  |
| 4    | Stade toulousain     | 26 | 15 | 1 | 10 | 4  | 8  | 524 | 359 | +165 | 74  |
| 5    | Castres olympique    | 26 | 14 | 3 | 9  | 6  | 5  | 542 | 398 | +144 | 73  |
| 6    | Racing 92 (P)        | 26 | 14 | 1 | 11 | 0  | 6  | 518 | 530 | -12  | 64  |
| 7    | Biarritz olympique   | 26 | 12 | 0 | 14 | 4  | 7  | 471 | 442 | +29  | 59  |
| 8    | Stade français Paris | 26 | 10 | 4 | 12 | 5  | 5  | 600 | 572 | +28  | 58  |
| 9    | CA Brive             | 26 | 11 | 2 | 13 | 5  | 5  | 459 | 513 | -54  | 58  |
| 10   | Montpellier HR       | 26 | 13 | 0 | 13 | 1  | 2  | 453 | 574 | -121 | 55  |
| 11   | CS Bourgoin-Jallieu  | 26 | 11 | 1 | 14 | 0  | 4  | 407 | 591 | -184 | 50  |
| 12   | US Montauban         | 26 | 10 | 2 | 14 | 0  | 5  | 422 | 525 | -103 | 49  |
| 13   | Aviron bayonnais     | 26 | 9  | 0 | 17 | 3  | 8  | 492 | 490 | +2   | 47  |
| 14   | SC Albi (P)          | 26 | 4  | 0 | 22 | 0  | 8  | 349 | 728 | -379 | 24  |

|  | Qualifiés pour les demi-finales et la Coupe d'Europe 2010-2011 (no 1, no 2). |
|  | Qualifiés pour les barrages et la coupe d'Europe 2010-2011 (no 3, no 4, no 5, no 6). |
|  | Qualifié pour la coupe d'Europe 2010-2011 (no 7) car le Stade toulousain remporte la coupe d'Europe 2009-2010. |
|  | Relégués pour la saison 2010-2011 : Albi en Pro D2 et Montauban en Fédérale 1 sur décision administrative. |
|  | T : Tenant du titre 2009 • P : Promus 2009 V : Victoires • N : Matches nuls • D : Défaites • BO : Bonus offensif • BD : Bonus défensif • PP : Points pour (marqués) • PC : Points contre (encaissés) • Diff : Différence de points. |

#### Phase finale
Match de barrage
| 8 mai 2010 16:30 CET | Stade toulousain | 35 - 12 (17 - 6) | Castres olympique                           | Stadium, Toulouse 34 594 spectateurs Arbitre : Jean-Pierre Matheu |
| 8 mai 2010 16:30 CET | Essai(s) : Médard (2e), Clerc 2 (15e, 64e), David (69e) Transformation(s) : Élissalde 2 (2e, 16e), Fritz (70e) Pénalité(s) : Élissalde 3 (26e, 52e, 59e) | Rapport          | Pénalité(s) : Teulet 4 (20e, 31e, 41e, 55e) | Stadium, Toulouse 34 594 spectateurs Arbitre : Jean-Pierre Matheu |
| 8 mai 2010 16:30 CET | | Rapport          |                                             | Stadium, Toulouse 34 594 spectateurs Arbitre : Jean-Pierre Matheu |

Demi-finale
| 14 mai 2010 20:40 CET | USA Perpignan                                               | 21 - 13 (9 - 13) | Stade toulousain                                                                       | Stade de la Mosson, Montpellier 32 204 spectateurs Arbitre : Romain Poite |
| 14 mai 2010 20:40 CET | Pénalité(s) : Porical 7 (10e, 17e, 22e, 43e, 51e, 63e, 78e) | Rapport          | Essai(s) : Bézy (8e) Transformation(s) : Skrela (8e) Pénalité(s) : Skrela 2 (19e, 27e) | Stade de la Mosson, Montpellier 32 204 spectateurs Arbitre : Romain Poite |
| 14 mai 2010 20:40 CET |                                                             | Rapport          |                                                                                        | Stade de la Mosson, Montpellier 32 204 spectateurs Arbitre : Romain Poite |

### H-Cup

#### Phase de poule
| \| Rang \| Équipe \| J \| V \| N \| D \| Em \| Ee \| Bo \| Bd \| Pm \| Pe \| Diff \| Pts \| \| ---- \| ---------------- \| - \| - \| - \| - \| -- \| -- \| -- \| -- \| --- \| --- \| ---- \| --- \| \| 1 \| Stade toulousain \| 6 \| 5 \| 0 \| 1 \| 13 \| 9 \| 2 \| 1 \| 143 \| 92 \| +51 \| 23 \| \| 2 \| Cardiff Blues \| 6 \| 4 \| 0 \| 2 \| 14 \| 10 \| 1 \| 1 \| 149 \| 104 \| +45 \| 18 \| \| 3 \| Sale Sharks \| 6 \| 3 \| 0 \| 3 \| 15 \| 16 \| 1 \| 2 \| 126 \| 153 \| -27 \| 15 \| \| 4 \| Harlequins \| 6 \| 0 \| 0 \| 6 \| 13 \| 20 \| 0 \| 2 \| 102 \| 171 \| -69 \| 2 \| |                  |   |   |   |   |    |    |    |    |     |     |      |     |
| Rang | Équipe           | J | V | N | D | Em | Ee | Bo | Bd | Pm  | Pe  | Diff | Pts |
| 1 | Stade toulousain | 6 | 5 | 0 | 1 | 13 | 9  | 2  | 1  | 143 | 92  | +51  | 23  |
| 2 | Cardiff Blues    | 6 | 4 | 0 | 2 | 14 | 10 | 1  | 1  | 149 | 104 | +45  | 18  |
| 3 | Sale Sharks      | 6 | 3 | 0 | 3 | 15 | 16 | 1  | 2  | 126 | 153 | -27  | 15  |
| 4 | Harlequins       | 6 | 0 | 0 | 6 | 13 | 20 | 0  | 2  | 102 | 171 | -69  | 2   |

#### Phase finale
Quart de finale
| 11 avril 2010 17:30 CET | Stade toulousain | 42 - 16 (13 - 10) | Stade français                                                                                           | Stadium, Toulouse 35 089 spectateurs Arbitre : Alan Lewis |
| 11 avril 2010 17:30 CET | Essai(s) : Jauzion (40e), Heymans (58e), Albacete (74e) Transformation(s) : Skrela 3/3 (40e, 59e, 75e) Pénalité(s) : Skrela 7/8 (24e, 32e, 45e, 48e, 66e, 70e, 79e), Fritz 0/1 | Rapport           | Essai(s) : Roncero (20e) Transformation(s) : Beauxis 1/1 (20e) Pénalité(s) : Beauxis 3/3 (26e, 43e, 47e) | Stadium, Toulouse 35 089 spectateurs Arbitre : Alan Lewis |
| 11 avril 2010 17:30 CET | | Rapport           | | Stadium, Toulouse 35 089 spectateurs Arbitre : Alan Lewis |

Demi-finale
| 1er mai 2010 16:45 CET | Stade toulousain | 26 - 16 (9- 6) | Leinster | Stadium, Toulouse 34 951 spectateurs Arbitre : Nigel Owens |
| 1er mai 2010 16:45 CET | Essai(s) : Jauzion (58e), Skrela (60e) Transformation(s) : Skrela 2/2 (58e, 60e) Pénalité(s) : Skrela 4/6 (5e, 16e, 31e, 72e) Drop(s) : Élissalde 0/1 |                | Essai(s) : Heaslip (67e) Transformation(s) : Berne 1/1 (67e) Pénalité(s) : Berne 2/2 (33e, 40e), Kearney 1/1 (44e) | Stadium, Toulouse 34 951 spectateurs Arbitre : Nigel Owens |
| 1er mai 2010 16:45 CET | |                | | Stadium, Toulouse 34 951 spectateurs Arbitre : Nigel Owens |

Finale
| 22 mai 2010 19:00 CET | Biarritz olympique                                                                                          | 19 - 21 (9 - 12) | Stade toulousain                                                                                   | Stade de France, Saint-Denis 78 962 spectateurs Arbitre : Wayne Barnes |
| 22 mai 2010 19:00 CET | Essai(s) : Hunt (73e) Transformation(s) : Courrent 1/1 (73e) Pénalité(s) : Yachvili 4/4 (3e, 15e, 28e, 48e) | Rapport          | Pénalité(s) : Fritz 1/1 (21e), Skrela 3/5 (31e, 35e, 67e) Drop(s) : Fritz (38e), Skrela (51e, 58e) | Stade de France, Saint-Denis 78 962 spectateurs Arbitre : Wayne Barnes |
| 22 mai 2010 19:00 CET | | Rapport          | | Stade de France, Saint-Denis 78 962 spectateurs Arbitre : Wayne Barnes |

## Transferts d'inter-saison 2010
Départs
- Finau Maka (Pays d'Aix Rugby Club), troisième ligne centre
- Jean-Baptiste Élissalde (retraite), demi de mêlée/d'ouverture, nouvel entraîneur des arrières
- Manu Ahotaeiloa (SU Agen), trois-quarts aile/centre
- Maleli Kunavore (retraite), trois-quarts aile/centre/arrière
- Bertus Swanepoel (sans club), trois-quarts aile/centre/arrière
- Philippe Rougé-Thomas (mobilité), nouveau poste d'encadrement

Arrivées
- Julien Raynaud (Retour de prêt, US Montauban), troisième ligne
- Pierre-Gilles Lakafia (SC Albi), trois-quarts aile
- Sylvain Nicolas (CS Bourgoin-Jallieu), troisième ligne aile
- Nicolas Vergallo (US Dax), demi de mêlée

Joker médical
- Rupeni Caucaunibuca (SU Agen), trois-quarts aile/centre (pour Yann David)

## Récompenses individuelles
- Oscars du Midi olympique :
  -  Oscar Europe : Yannick Jauzion
  -  Oscar d'argent : William Servat